# Rio Guarapó
O rio Guarapó é um rio brasileiro do estado de São Paulo.